# 龙岭镇 (南充市)
龙岭镇，是中华人民共和国四川省南充市嘉陵区下辖的一个乡镇级行政单位。

## 行政区划
龙岭镇下辖以下地区：
飞龙村、尚家坝村、苏丹沟村、牛寺沟村、芭蕉桥村、玉皇观村、对面坡村、陈家沟村、天井坝村、何家坝村、三教寺村、贺家沟村、铧镗沟村、富垭口村、高河坎村和楼梯沟村。